# Маломихайлівка (Синельниківський район)
Маломиха́йлівка — село в Україні, центр Маломихайлівської сільської громади Синельниківського району Дніпропетровської області. Населення становить 3036 осіб.

## Географія
Село Маломихайлівка розташоване за 6 км від правого берега річки Кам'янка, примикає до селища Просяна і села Маяк. По селу протікає пересихаючий струмок з загатами, уздовж якого воно витягнуто на 9 км. Поруч проходять автомобільна дорога Т 0427 і залізниця, станція Просяна за 1 км.

## Історія села
Коли була знищена Нова Січ запорозьке поселення стало відноситись до державного відомства.
Перша згадка про село міститься в клопотанні повіреного від громади, Леонтія Антоновича Філя, від 1 липня 1799 року. Зокрема в документі вказується населення на той час: чоловіків 995, жінок 894, загалом 1889 осіб.
У 1895 році, за даними X держревізії, у селі нараховувалося 513 дворів, 3712 жителів.
Напередодні Першої світової війни село населяли 8297 жителів. В Маломихайлівці діяли 9 шкіл, два заводи.
У селі Берестове, яке тоді знаходилося поруч з Маломихайлівкою, в двокласній двокомплетній школі викладав Олександр Потапович Колодченко (1887-1966)
У роки Другої світової війни(1939—1945) в селі була створена партизанська група. 29 березня 1942 року підпільники були виявлені, заарештовані й страчені.
До 2016 року було центром Маломихайлівської сільської ради.

## Населення

### Мова
Розподіл населення за рідною мовою за даними перепису 2001 року:
| Мова            | Кількість | Відсоток |
| --------------- | --------- | -------- |
| українська      | 2947      | 97.07%   |
| російська       | 72        | 2.37%    |
| білоруська      | 3         | 0.10%    |
| румунська       | 3         | 0.10%    |
| вірменська      | 1         | 0.03%    |
| інші/не вказали | 10        | 0.33%    |
| Усього          | 3036      | 100%     |

## Економіка
- ТОВ «Україна».

## Об'єкти соціальної сфери
- Школа.
- Дитячий садочок.
- Амбулаторія.
- Будинок культури.

## Відомі люди
У селі народилися:
- Іван Никифорович Клещ (* 1922 — † 5 серпня 1989) — Герой Радянського Союзу.
- Хорунжий Анатолій Мефодійович (* 5 листопада 1915 — † 1991) — український письменник.
- Скакун Іван Григорович — заслужений учитель України.
- Білоножко Світлана Григорівна (* 1 вересня 1957) — народна артистка України.
- Халаш Тетяна Миколаївна (* 27 січня 1964) — заслужена артистка України.
- Крикун Олексій Олексійович (1963) — український правоохоронець; генерал-лейтенант міліції; Заслужений юрист України.
- Оксанченко Олександр Якович — льотчик, герой України.